# Sammy Lee (Boxer)
Sammy Lee (* 14. Januar 1999) ist ein walisischer Boxer im Halbschwergewicht.

## Karriere
Der Rechtsausleger war jeweils Viertelfinalist der Jugend-Europameisterschaften 2016 und der Jugend-Weltmeisterschaften 2016.
2017 gewann er die Commonwealth-Jugendspiele in Bahamas und 2018 die Commonwealth Games in Australien. Zudem ist er achtfacher Waliser Meister und dreifacher Britischer Meister (Stand: 2018). 
Bei den U22-Europameisterschaften 2019 in Russland gewann er die Silbermedaille.